# Нілова Тетяна Федорівна
Нілова (Бондарчук) Тетяна Федорівна (* 14 травня 1941, Ленінград, РРФСР, СРСР) — радянський, український звукооператор.
Народилась в родині військовослужбовця. Закінчила електротехнічний факультет Ленінградського інституту кіноінженерів (1970).
З 1970 р. працює на Київській кіностудії ім. О. П. Довженка.
Член Національної Спілки кінематографістів України.

## Фільмографія
Оформила фільми:
- «Створення» (1970)
- «Лада з країни берендеїв» (1971)
- «Як гартувалась сталь» (1975)
- «Зимовий вітер» (1976)
- «Вавилон XX» (1979)
- «Сімейне коло» (1980)
- «Танкодром»
- «Яблуко на долоні» (1981)
- «Три гільзи від англійського карабіна» (1983)
- «...і чудова мить перемоги» (1984)
- «Трійка» (1985)
- «Крижані квіти» (1986)
- «Дама з папугою» (1988)
- «Івін А.» (1990)
- «Спілка одноногих» (1992)
- «В тій царині небес» (1992)
- «Притча» (1994)
- «Літо завжди приходить» (1995)
- «Обережно! Червона ртуть» (1995, у співавт. з Т.Чепуренко)
- «Потоки» (1997)
- «Чорна рада» (2000) та ін.